# 濱田高志
濱田 髙志（はまだ たかゆき）は、日本の音楽ライター、アンソロジスト。大阪府出身。

## 来歴・人物
漫画家アシスタント、広告代理店勤務を経て、1990年代には友人と3人で発掘チーム「土龍団」（もぐらだん）を結成。2000年代前半に土龍団を離脱、土龍団名義を含め、国内外で企画・監修・プロデュースしたCD（コンピレーション・アルバム含む）は540タイトルを超える（2021年現在）。ミシェル・ルグラン、ロジャー・ニコルスら作曲家からの信頼が厚く、彼らの旧作や新作プロデュースなども手掛けている。

## コンピレーション・アルバム
TV AGEシリーズ（「のこいのこ大全」など）や、「ソフトロック・ドライヴィン ＊美しい星」「ブロードキャスト・トラックス」「Love Sounds Style」ほか多数。

## 書籍

### 著書
- 2002.4 - ARTISAN de la MUSIQUE ミシェル・ルグラン（愛育社）
- 2004.3 - ミシェル・ルグラン風のささやき（音楽之友社）
- 2004.10 - Love sounds style読本 濱田髙志 編著（愛育社）
- 2005.9 - コカ・コーラCMソング データブック 濱田髙志 編著（ジェネオン・エンタテインメント）
- 2017.9 - ミシェル・ルグラン　クロニクル（立東舎）

### 共著
- 2010.7 - 作曲家・渡辺岳夫の肖像 - 加藤義彦, 鈴木啓之, 濱田髙志 編著; 渡辺浩光 監修（ブルース・インターアクションズ）
- 2017.9 - ジャック・ドゥミ＋ミシェル・ルグラン　シネマ・アンシャンテ　山田宏一との共著（立東舎）

### 企画・監修・編集

#### 宇野亜喜良
- 2003.4 - Mono Aquirax：宇野亜喜良モノクローム作品集 - 宇野亜喜良 画（愛育社）
- 2006.11 - Samurai Aquirax：宇野亜喜良時代小説挿画集 - 宇野亜喜良 画（愛育社）
- 2009.9 - Mono Aquirax +：宇野亜喜良モノクローム作品集 -  宇野亜喜良 画（愛育社）
- 2010.7 - CINE AQUIRAX - 宇野亞喜良 著（愛育社）
- 2017.5 - 定本　薔薇の記憶 - 宇野亞喜良 著（立東舎）

#### 手塚治虫
- 2009.10 - オリジナル版復刻シリーズ（国書刊行会）一期・二期（二期合わせて全六巻）
- 2012.3 - トレジャー･ボックス（国書刊行会）全三巻
- 2014.6 - フィルムは生きている（国書刊行会）
- 2016.7 - ぼくはマンガ家（立東舎）
- 2016.7 - 手塚治虫小説集成（立東舎）
- 2016.8 - 手塚治虫映画エッセイ集成（立東舎）
- 2016.9 - 手塚治虫カラー作品選集（国書刊行会）全三巻
- 2016.10 - 手塚治虫表紙絵集（玄光社）
- 2016.11 - 新潮2016年12月号「手塚治虫のエロティカ」企画・解題（新潮社）
- 2017.2 - 手塚治虫シナリオ集成 1970-1980（立東舎）
- 2017.3 - 手塚治虫シナリオ集成 1981-1989（立東舎）
- 2017.6 - 手塚治虫エッセイ集成 映画・アニメ観てある記（立東舎）
- 2017.6 - 手塚治虫エッセイ集成 私的作家考（立東舎）
- 2017.11 - 手塚治虫ヴィンテージ・アートワークス〈漫画編〉（立東舎）
- 2017.11 - 手塚治虫扉絵原画コレクション1950-1970（玄光社）
- 2017.12 - 手塚治虫エッセイ集成 ルーツと音楽（立東舎）
- 2017.12 - 手塚治虫エッセイ集成 ぼくの旅行記（立東舎）
- 2018.2 -  手塚治虫エッセイ集成 わが想い出の記（立東舎）
- 2018.2 -  手塚治虫ヴィンテージ・アートワークス〈アニメ編〉（立東舎）
- 2018.2 -  手塚治虫扉絵原画コレクション1971-1989（玄光社）
- 2018.7 -   ふしぎなメルモ トレジャーブック（玄光社）
- 2018.7 -   ダスト18（立東舎）
- 2018.12 - アラバスター［オリジナル版］（立東舎）
- 2019.4 -   アポロの歌［オリジナル版］（立東舎）
- 2019.8 -   ボンバ! 手塚治虫ダーク・アンソロジー（立東舎）
- 2019.9 -   ブルンガ1世［オリジナル版］（立東舎）
- 2020.2 -  空気の底［オリジナル版］（立東舎）
- 2020.5 -  手塚治虫アーリーワークス：手塚治虫新聞漫画集成『マアチャンの日記帳』／『ロマンス島』（888ブックス）
- 2021.2 -  手塚治虫コミックストリップス『タイガーランド』／『アバンチュール21』『ケン1探偵長』（888ブックス）

#### 和田誠
- 2010.8 - Black and White Wadaland 和田誠モノクローム作品集 - 和田誠著（愛育社）
- 2011.6 - Coloring in Wadaland 和田誠カラー作品集 - 和田誠著（愛育社）
- 2011.7 - 和田誠 私家版絵本ボックス - 和田誠著（ジェネオンエンタテインメント）
- 2012.8 - Posters in Wadaland―和田誠ポスター集 - （愛育社）
- 2013.11 -いつか聴いた歌［増補改訂版］- 和田誠著（愛育社）
- 2014.2 - Record Covers in Wadaland 和田誠レコードジャケット集 - 和田誠著（アルテスパブリッシング）
- 2014.11- Book Covers in Wadaland 和田誠 装丁集 - 和田誠著（アルテスパブリッシング）

#### 柳原良平
- 2015.12 - 柳原良平の仕事 - 柳原良平著（玄光社）

#### わたせせいぞう
- 2019.5 - ハートテレフォン（立東舎）
- 2019.6 - SEIZO ROMANCE-わたせせいぞうイラストレーションズ-（玄光社）
- 2019.8 - Dr.愛助の孤独（立東舎）
- 2020.4 - ハートカクテル ルネサンス（小学館クリエイティブ）
- 2021.7 - ハートカクテル サマーストーリーズ（小学館クリエイティブ）

#### ミシェル・ルグラン
- 2002.4 - ARTISAN de la MUSIQUE ミシェル・ルグラン（愛育社）
- 2004.3 - ミシェル・ルグラン風のささやき（音楽之友社）
- 2015.7 - ミシェル・ルグラン自伝 ミシェル・ルグラン、ステファン・ルルージュ著（アルテスパブリッシング）
- 2017.9 - ジャック・ドゥミ＋ミシェル・ルグラン　シネマ・アンシャンテ　山田宏一との共著（立東舎）
- 2021.7 - 君に捧げるメロディ　ミシェル・ルグラン、音楽人生を語る ミシェル・ルグラン、ステファン・ルルージュ著（アルテスパブリッシング）

#### 宇野誠一郎
- 2015.8 - 宇野誠一郎の世界（888ブックス）

#### 村井邦彦
- 2018.10 - 村井邦彦のLA日記 - 村井邦彦著（立東舎）

## 連載
- 「ブラウン管の向こうの音楽職人たち」 - レコード・コレクターズ 2006年5月号 - 2014年10月号（全100回）

## テレビ
- HIT SONG MAKERS 〜栄光のJ-POP伝説〜（BSフジ、監修）日本民間放送連盟賞／2005年(平成17年)テレビエンターテインメント番組「最優秀賞」
- My Anniversary SONG〜HEISEI SOUND ARCHIVE〜（BS朝日）、アーカイブ監修

## ラジオ
- 鴻上尚史のことばの寺子屋（文化放送、構成）2004年-2006年[2][5]
- ラジオCMピー大会20周年 アニバーサリースペシャル（文化放送、構成）日本民間放送連盟賞／2004年ラジオ教養番組「優秀賞」
- ラジカントロプス2.0ゲスト出演
- USEN イージーリスニング・ステーション番組選曲2000年〜
- ミシェル・ルグランの軌跡（NHK-FM、企画・構成・出演）
- 『AEON G.G プレゼンツ いつか聴いた歌～スタンダードラブソングス～』（文化放送、構成）
- フランシス・レイの世界（NHK-FM、企画・構成・出演）
- ロジャー・ニコルスの軌跡（NHK-FM、企画・構成・出演）
- 今日は一日○○三昧シリーズ
  - 日本のコーラス・グループ三昧（NHK-FM、企画・構成・出演）
  - フレンチ・ポップス三昧（NHK-FM、企画・構成・出演）
  - アメリカン・ポップス三昧（NHK-FM、企画・構成）
  - ラジオドラマ三昧（NHK-FM、企画・構成）
- 三木鶏郎の世界（文化放送、企画・構成・出演）日本民間放送連盟賞／2015年ラジオ教養番組「優秀賞」
- 手塚治虫　自身が語ったルーツと音楽（NHK-FM、企画・構成・出演）
- ニッポン放送新春スペシャル　生誕100周年 浜口庫之助 今、 輝ける遺産（ニッポン放送、企画・構成・出演）
- ニッポン放送開局67周年　“冗談工房”結成65周年記念　キリン一番搾りpresents 三木鶏郎とニッポン放送（ニッポン放送、企画・構成？）

## 公開講座
- 池袋コミュニティ カレッジ：公開講座
  - 『ヒットメーカーが語る作品誕生秘話』2010年-2013年
  - 『いつか聴いた歌』和田誠・阿川佐和子・島健らが出演するトークライヴ（企画・構成）2013年-2014年
- Espace Biblio：月刊てりとりぃ+Espace Biblio共同企画
  - 『TV AGE講座』2014年〜（不定期）
  - 『エキスポ・ジェネレーション』2018年〜（全30回）